# Котелянська волость
Котелянська волость — адміністративно-територіальна одиниця Житомирського повіту Волинської губернії з центром у містечку Котельня.
Станом на 1885 рік складалася з 6 поселень, 8 сільських громад. Населення — 5339 осіб (2675 чоловічої статі та 2664 — жіночої), 602 дворових господарства.
|                     | Площа, дес. | У тому числі орної, десятин |
| ------------------- | ----------- | --------------------------- |
| Сільських громад    | 5742        | 4437                        |
| Приватної власності | 11505       | 5334                        |
| Казенної власності  | —           | —                           |
| Іншої власності     | 400         | 247                         |
| Загалом             | 17647       | 10018                       |

Основні поселення волості:
- Котельня — колишнє власницьке містечко при річці Гуйві за 30 верст від повітового міста, 1332 особи, 188 дворів, 2 православні церкви, костел, католицька каплиця, синагога, єврейський молитовний будинок, школа, 2 постоялих будинки, торговельна лазня, лавка, 2 водяних і вітряний млини, миловарний і шкіряний заводи. За 20 верст — скипидарний завод.
- Антопіль — колишнє власницьке село, 454 особи, 51 двір, православна церква, постоялий будинок.
- Волосів — колишнє власницьке село, 811 осіб, 111 дворів, православна церква, постоялий будинок, водяний і вітряний млини.
- Івниця — колишнє власницьке містечко при річці Ів'янка, 1089 осіб, 161 двір, православна церква, костел, синагога, 2 єврейських молитовних будинки.
- Старосілля — колишнє власницьке село при річці Гуйві, 735 осіб, 85 дворів, православна церква, кузня, 2 водяних млини, цегельний завод.